# Epomophorus labiatus
Espèce
Répartition géographique
Synonymes
- Epomophorus schovanus Heuglin, 1877[2]

Statut de conservation UICN

 LC  : Préoccupation mineure
Epomophorus labiatus, communément appelé Épomophore d'Éthiopie, est une espèce de chauves-souris de la famille des Pteropodidae.